# Араменго
Араменго (итал. Aramengo) је насеље у Италији у округу Асти, региону Пијемонт.
Према процени из 2011. у насељу је живело 109 становника. Насеље се налази на надморској висини од 352 м.

## Становништво
Према резултатима пописа становништва 2011. у општини је живело 632 становника.
| 1931. | 1936. | 1951. | 1961. | 1971. | 1981. | 1991. | 2001. | 2011. |
| ----- | ----- | ----- | ----- | ----- | ----- | ----- | ----- | ----- |
| 1.231 | 1.246 | 1.050 | 775   | 644   | 546   | 522   | 604   | 632   |